# Kubuntu
Kubuntu，是眾多Ubuntu分支的一種，它採用KDE Plasma桌面為其預設桌面環境。它和Ubuntu採用同樣的底层系统和軟體庫。基本上，Kubuntu和Ubuntu沒有太大的差異，只是預設桌面系統採用KDE，并非GNOME或Unity。
根據Kubuntu的Wiki，“Kubuntu的發行乃是為了讓那些想用Ubuntu但又不喜歡GNOME介面的用戶有一個KDE的桌面環境。Kubuntu是建基於Ubuntu的強大而穩定的基礎，而且有一個穩定和可預期的發行週期。它將在新版KDE SC發行後發行新版。”
因無法從商業上取得成功，2012年二月Canonical的員工Jonathan Riddell宣佈在Kubuntu12.04發行後Canonical將不再資助Kubuntu。。而兩個月後，一個贊助許多KDE項目的Blue Systems成為了Kubuntu的新贊助商。

## 名字
Kubuntu的名字来源于Ubuntu，前缀“K”表示系统所使用的KDE平台以及KDE社区。实际上，发布在KDE平台上的软件的名字前加上前缀“K”是一个普遍的做法，如Konqueror、Konversation等。
Ubuntu是班图语支的一个词汇，译为“乌班图”，大致可以翻译成“人性”。在班图语支的语法中，加入前缀可以构造名词类，而前缀“ku-”在班图语中具有“走向……”的意思，所以Kubuntu在班图语支中也是一个具有意义的词汇，大致可以翻译成“走向人性”。巧合的是，基隆迪语中存在Kubuntu这个词，具有“免费”的意思。

## 功能
Kunbuntu封装了一些常用的软件：浏览图片的Gwenview，浏览文档和图片的通用文档查看器Okular，浏览网页的Firefox，IRC客户端Konversation，媒体播放器VLC，音乐播放器Elisa，文档编辑软件LibreOffice。

## 出版规律
Kubuntu首次发行于2005年4月8日。它包含了KDE 3.4及一系列经过细心选择而且具实用价值的KDE软件，例如amaroK、Kaffeine及Gwenview，不论是安装光碟还是Live CD都支援x86、PowerPC及AMD64这三种平台。它亦提供每日最新版的光碟。Kubuntu每六个月发行一个新的版本。

## 发行版
Kubuntu的版本代號和Ubuntu同步，每個版本的代號以及版本號都是根據其發行日期而定。Canonical公司會為Kubuntu提供18個月的安全更新以及技術支援。

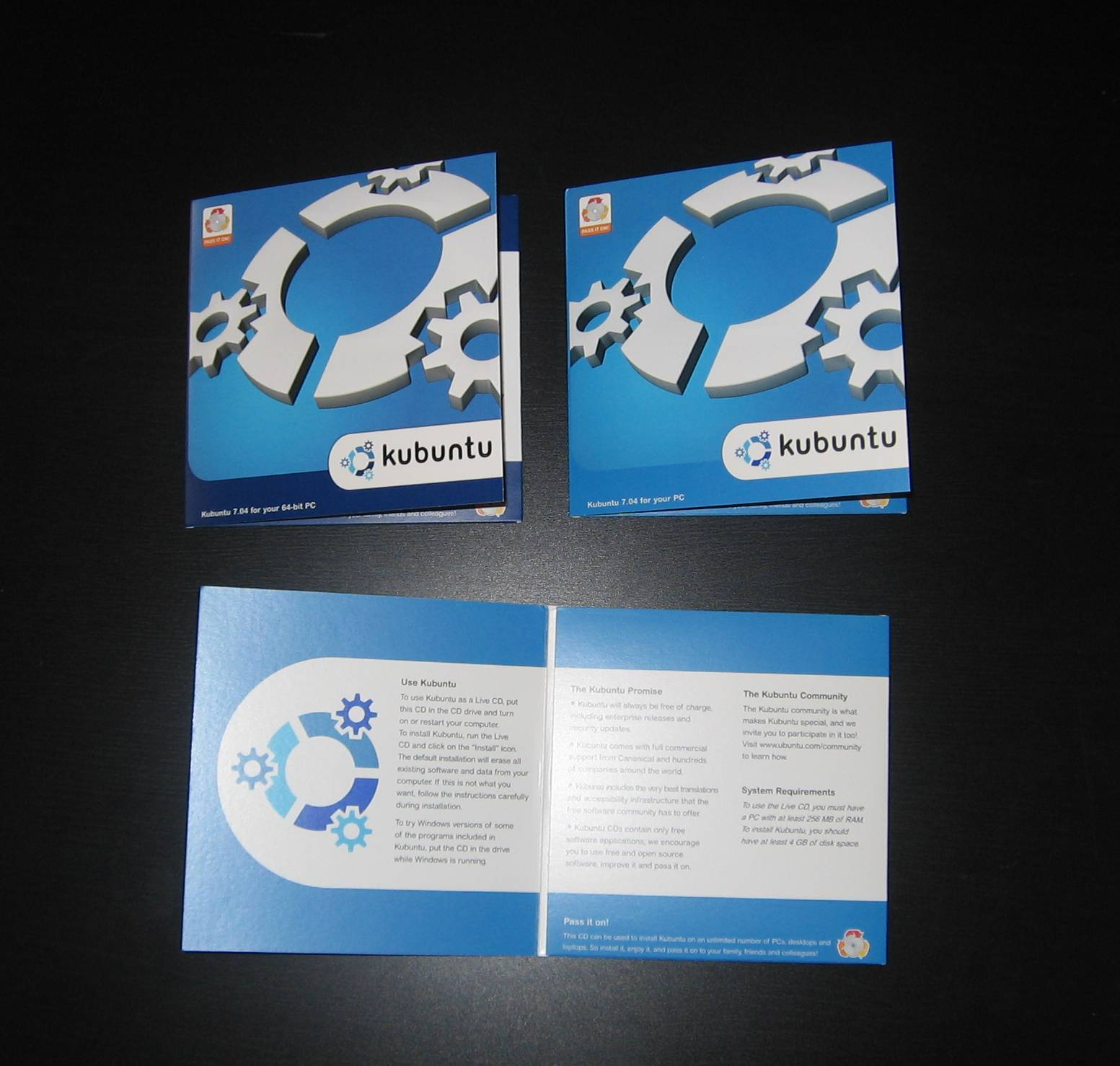
Kubuntu 7.04 CDs

版本资料可从这里查阅。

## 系统需求
目前 Kubuntu 已支援x86-64架構，同時，官方於18.04版本後停止支持x86架構，而現有x86架構的使用者將繼續支援至2023年。
|          | 桌上型& 筆記型  |
| 需要     |                 |
| -------- | --------------- |
| 處理器   | 雙核 2GHz (x86) |
| 記憶體   | 2 GB            |
| 硬碟容量 | 25 GB           |
| 顯示卡   | VGA @ 1024x768  |

## 外部連結
- 官方網站（页面存档备份，存于）（英文）
- Kubuntuguide（英文） - 幫助手冊（非官方），技巧，常見問題，和軟件指南
- KDE正體中文資源網 （页面存档备份，存于）
- Ubuntu正體中文站 （页面存档备份，存于）
  - ubuntu各版本主要差異 （页面存档备份，存于）
  - Kubuntu桌面入門 （页面存档备份，存于）
  - Kubuntu使用指南 （页面存档备份，存于）
- Kubuntu簡體中文主頁
  - Kubuntu論壇 （页面存档备份，存于）
  - Kubuntu的維基頁面 （页面存档备份，存于）
- Distrowatch.com上Kubuntu的主頁 （页面存档备份，存于）
- OSDir的截圖